# Totolapa
Totolapa est une municipalité du Chiapas, au Mexique. Elle couvre une superficie de 186,3 km2 et compte 7 284 habitants en 2015.